# Морозов Олег Дмитрович
Олег Дмитрович Морозов (нар. 13 жовтня 1961, Красноводськ) — радянський футболіст, що грав на позиції нападника. По завершенні ігрової кар'єри — футбольний тренер.

## Клубна кар'єра
Народився у місті Красноводськ Туркменської РСР. Вихованець московської СДЮШОР «Трудові резерви». Дорослу ігрову кар'єру розпочав у Середній Азії виступами за «Автомобіліст» з узбецького Термеза. Відіграв за команду, що змагалася у 5-й зоні радянської другої ліги два роки.
1981 року продовжив виступи вже у першій союзній лізі у складі іншого представника Узбецької РСР, команди «Бустон» (Джиззак), яка наступного року змінила назву на «Зірка» (Джиззак).
Після 4 років, проведених у першій лізі, отримав запрошення перебратися до Одеси, де 1985 року дебютував за місцевий «Чорноморець» не лише в іграх вищої ліги, але й в єврокубках, забивши один гол у чотирьох проведених матчах Кубка УЄФА. Провів у «Чорноморці» два роки, виходячи на поле майже у кожній грі одеської команди.
На початку 1987 року перейшов до київського «Динамо», у складі якого взяв участь у першій же грі сезону, вийшовши на заміну у програному киянами матчі за Суперкубок Європи проти румунської «Стяуа». Пізніше того ж року взяв також участь у трьох іграх на Кубок європейських чемпіонів, втім у внутрішній першості особливої довіри тренерів не мав, граючи здебільшого за команду дублерів «Динамо» і провівши у проваленому киянами сезоні 1987 року (6 місце турнірної таблиці) лише одну гру у вищій лізі.
Наступний сезон, який став для Морозова останнім в ігровій кар'єрі, гравець провів вже у харківському «Металісті», де виходив на поле також нерегулярно. У складі харків'ян гравець став володарем Кубка СРСР 1987/88.

## Кар'єра тренера
2005 року був головним тренером команди узбецького клубу «Насаф».